# The Sims Medieval
The Sims Medieval è un videogioco di simulazione di vita reale, della serie The Sims. Il gioco è ambientato nel Medioevo e lo stile è molto diverso dai predecessori, infatti non si gestisce più un singolo nucleo familiare, ma un vero e proprio regno. Il gioco è stato ben accolto sia dal pubblico che della critica.

## Caratteristiche
The Sims Medieval è incentrato sullo sviluppo di un regno. Presenta alcuni limiti alla libertà del giocatore, in quanto ogni partita è finalizzata al conseguimento di un obiettivo comune, si divide in singole missioni, in cui si controllano uno, due o tre eroi, o personaggi giocabili, che vivono in propri edifici. In ogni partita il regno presenta quattro aspetti gestibili e modificabili : il benessere o la salute del popolo, la sicurezza, o l'incolumità e stabilità del regno, la cultura, che comprende arte e religione, e la conoscenza, ossia il livello di educazione del regno.
Gli obiettivi, o ambizioni, sono: "Nuovi inizi", "Dominio imperiale", "Non c'è trippa per pigri", "Sanità e solidità", "Più grande di tutti", "Pensieri e preghiere", "Espansione efficiente", "Duro lavoro", "Popolazione abbiente", "Tesoreria piena", "Fama", e "Leggen...dari".
All'inizio di una partita è disponibile una quantità di punti-missione; al loro esaurimento la partita finisce, e, a seconda dei risultati raggiunti, l'ambizione è completata al livello bronzo, argento, oro o platino. Il completamento delle missioni incrementa uno o più aspetti del regno e fornisce punti-regno (PR), che permettono di acquistare gli edifici per gli eroi. L'esperienza e le caratteristiche dell'eroe influenzeranno il successo della missione, e il giocatore può scegliere, quando sono previsti 2 eroi, la composizione e i metodi della squadra.
I personaggi giocabili sono 10 eroi che si possono creare selezionando l'edificio in cui vivono; si può personalizzare l'aspetto fisico e determinare la personalità, compresa in due tratti positivi e un difetto fatale, gli abiti disponibili variano a seconda della classe sociale dell'eroe.
A differenza del resto della serie, Medieval non è un gioco generazionale. I Sim possono formare una famiglia, ma i membri non sono controllabili e, come avveniva nel primo capitolo, i figli non diventeranno mai adulti ma possono prendere in eredità il lavoro del padre.
In un'intervista a GameSpot, il senior producer del gioco, Rachel Bernstein ha dichiarato che il gioco sarà più pericoloso per i Sim, con la morte e la mancata possibilità durante il gioco nelle missioni. Ci saranno anche dei pericoli come per esempio la peste, le rivolte contadine, la fauna selvatica, i veleni, i duelli, e altro ancora. A differenza dei giochi precedenti, c'è un inizio preciso e una fine per il gioco. I giocatori guadagnano voti alla fine del gioco a seconda delle loro performance. I giocatori possono anche fallire una missione se non raggiungono un dato obiettivo entro un lasso di tempo. Dato il contesto medievale, in questo gioco non sono presenti oggetti tecnologici e moderni, quali water e televisioni, quindi i bisogni saranno solo fame e sonno.

### Edifici
Gli edifici non si possono creare né modificare, ma si può sceglierne l'aspetto sia delle pareti interne che dell'arredamento. Ne esistono 10 e ogni eroe abita in ognuno di essi. Gli edifici sono:
- Sala del trono: costruzione di partenza, è la residenza del re. Da qui vengono gestiti i rapporti con il popolo e con gli altri stati. Domina l'intero regno da una collina su cui è situato.
- Caserma: l'ala sinistra del castello, dove il cavaliere vive e può allenarsi[4]. Qui vivono anche le guardie, che garantiscono la sicurezza del regno.
- Alloggio della spia: l'ala destra del castello, dove la spia vive, si allena e prepara i veleni da usare in missione.
- Torre del mago: la residenza del mago, dove può migliorare le abilità, imparare incantesimi e creare pozioni magiche.
- Clinica: l'ambulatorio del regno e residenza del medico; qui vengono i Sim malati, ai quali il medico diagnostica eventuali malattie, fornisce medicinali, ed eventualmente, li opera.
- Bottega del fabbro: residenza del fabbro e fucina; qui il fabbro crea armi, armature e strumenti per le missioni.
- Mercato: residenza e luogo di lavoro del mercante; qui il mercante può vendere agli abitanti le merci che ha inserito nelle bancarelle.
- Taverna: qui vive il bardo; la taverna dispone di un palco da cui il bardo può esibirsi in cambio di denaro. I Sim vengono alla taverna per parlare, mangiare, bere e ballare.
- Cattedrale giacobiana: il luogo di culto dei fedeli giacobiani; qui il prete giacobiano vive, tiene i sermoni, assolve i Sim, studia, converte Sims, e affigge proclami.
- Monastero pietriano: luogo di culto dei fedeli pietriani, dove il prete pietriano vive, tiene sermoni, evangelizza, converte i Sim e studia.

### Tipi di Eroi
I giocatori possono controllare particolari sim, gli eroi. A seconda della missione intrapresa si comandano particolari eroi. Esistono dieci tipi di eroi, ognuno con diverse abilità e responsabilità. Questi includono:
- Re: è l'amministratore del regno e gestisce le relazioni diplomatiche con i regni vicini. Può impegnarsi in duelli, sposare i sim importanti, emettere editti, pattugliare i confini per aumentare la lealtà dei regni annessi, condannare Sim o alla gogna o a morte.
- Mago: può incantare o combattere usando le sue magie, apprese da un tavolo di lavoro multifunzione; è l'unico personaggio che può riposare con la meditazione, senza bisogno di un letto.
- Spie: è lo specialista dello spionaggio in grado di intercettare conversazioni, derubare Sim e cassette postali e avvelenare in segreto. La spia può anche pattugliare i confini.
- Sacerdoti: sono di due tipi: Pietriani e Giacobiani. Entrambi possono convertire Sim alla loro fede. I Pietriani sono frugali, semplici e tengono sermoni in toni moderati; i Giacobiani controllano i loro fedeli con sermoni mirati a diffondere paura verso la Chiesa, hanno un tenore di vita piuttosto elevato e la loro cattedrale è molto più imponente del monastero pietriano.
- Fabbri: forgiano armi, armature e altri strumenti usando i materiali estratti dai giacimenti del regno; a seconda dell'esperienza possono forgiare prodotti di qualità più o meno elevata.
- Medici: si occupano della salute delle persone usando medicine ottenute dalle erbe raccolte nel regno; possono operare i pazienti usando erbe e sanguisughe trovate nel fiume.
- Cavalieri: costituiscono la forza militare dello Stato, possono ingaggiare altri in duello e pattugliare i confini.
- Commercianti: hanno accesso alle merci straniere, che possono vendere agli abitanti, e possono commerciare con l'estero.
- Bardi: possono recitare poesie e suonare musica per altri Sims, anche per denaro, e comporre opere usando le 'ispirazioni'.

## Aggiornamenti tecnici
Rachel Bernstein ha dichiarato che lo scattering del sottosuolo è stato aggiunto ai modelli dei personaggi, per dare loro un "look pittorico". Altri aggiornamenti sono segnalati per includere "-gen sims prossimo tech", e un nuovo motore per la luce all'interno del gioco.

## Accoglienza
La risposta iniziale a The Sims Medieval è stata positiva. John Scott Lewinski di CraveOnline ha dichiarato: «È un ottimo tipo di gioco, i giocatori possono entrare ed uscire da brevi spezzoni di gioco, invece di impegnarsi in quest di squadra che possono richiedere molte ore». Anche il sito tedesco GamingXP ha fornito una recensione positiva, commentando «The Sims Medieval è probabilmente uno dei migliori giochi della serie, se non il migliore. Se siete in cerca di una sorpresa, questo gioco potrebbe essere apposta per voi.»
Sebbene AJ Glasser di GamePro abbia assegnato al gioco un rating di quattro stelle su cinque, ha dato un'opinione controversa del gioco scrivendo «Per quanto deluso io sia, però, non sono pronto per uscire con il mio forcone. The Sims Medieval è un bellissimo gioco con idee interessanti e divertenti, ma non risponde completamente alla mia fantasia del Medioevo e non soddisfa completamente il fan di The Sims che c'è in me.» Anche PC Advisor è stato controverso nella sua recensione scrivendo, che, sebbene la sua simulazione sia andata al di là di quello che la maggior parte dei giochi di strategia militare medievale raggiunge, perde alcuni dei Sims classici lungo la strada.

## Expansion Pack
Nell'autunno 2011 è uscita una prima espansione intitolata The Sims Medieval: Nobili e pirati. L'espansione è chiamata Adventure Pack, in quanto raccoglie sia oggetti che avventure.

## Date d'uscita
Il 21 dicembre 2010, EA ha annunciato che la Limited Edition è disponibile fino alla data di lancio, ed è stata pubblicata anche allo stesso tempo, come l'edizione standard.